# 都野氏
都野氏（つのし）は、日本の氏族・武家。摂関家藤原北家の流れをくむ宇都宮氏の出とされ、南北朝時代には石見国二宮-多鳩神社の神主家として那賀郡都濃（都野）に社領を有し、その郷名から都野氏を名乗る。以降、安土桃山時代まで同郷を領有した。